# 대한민국의 보수정당의 역사

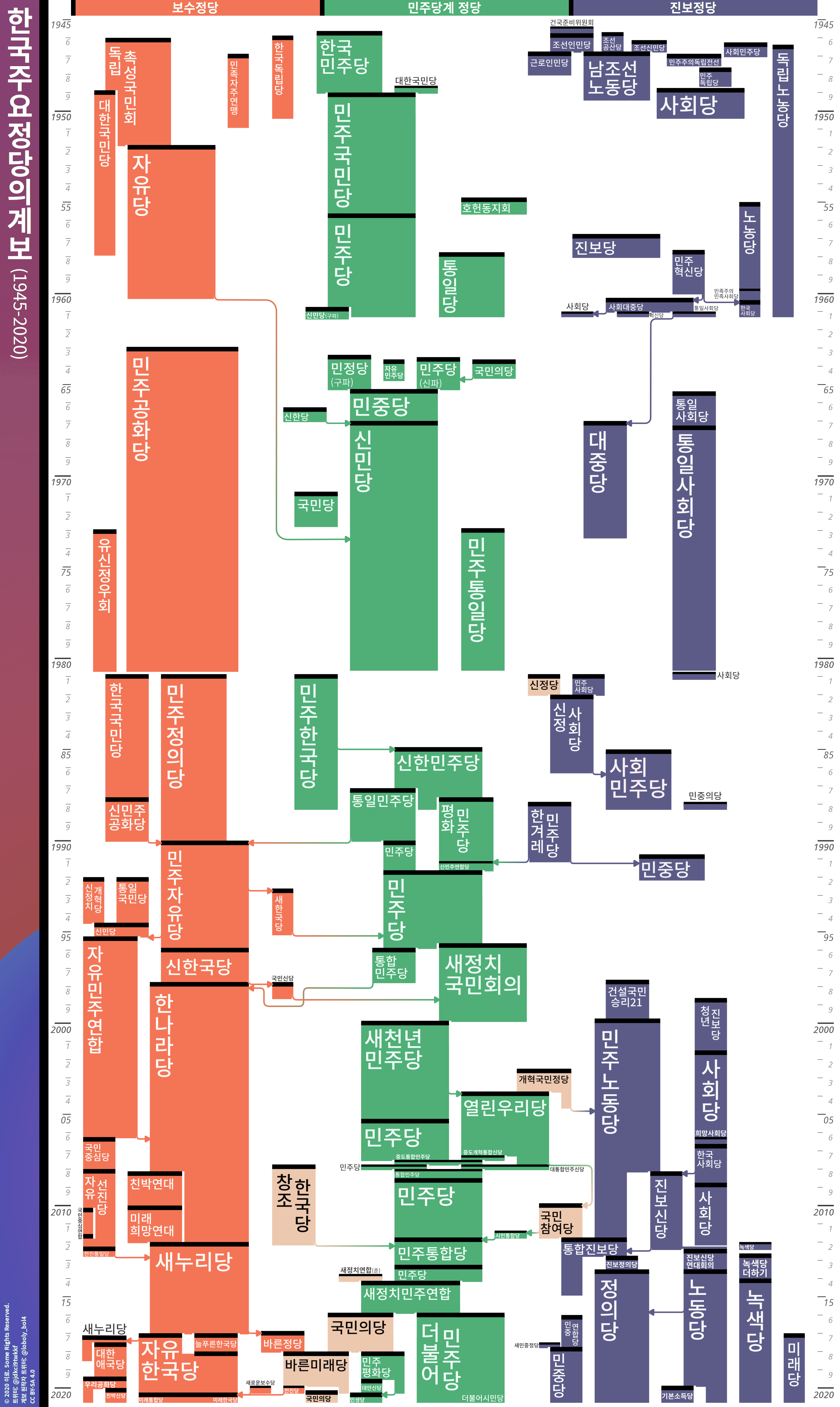
한국 주요정당 시계열표

이 문서는 대한민국의 보수정당이 걸어온 역사에 대해 다룬다.

## 뿌리

### 박정희 정부
- 민주공화당(民主共和黨)

### 3당 합당 직전까지
- 민주정의당(民主正義黨) : 당시 대통령 전두환을 초대 총재로 하여 1981년 1월 15일 창당하였다. 1988년 4월 제13대 국회의원 선거에서 야당에 패하여 과반수에 못 미치는 의석에 그쳐, 여소야대 정국을 해결하고자, 통일민주당, 신민주공화당과 합당하여 민주자유당으로 다시 출범하였다. 참고로 민정당의 모토는 “정의 사회 구현”이었다.
- 신민주공화당(新民主共和黨) : 공화당계 정당의 최후 직계 정당으로 1990년 3당 합당으로 민주자유당에 흡수됐다. 당 총재와 대통령 후보에 김종필을 지명하고 '민주공화당의 빛나는 이념과 한국국민당의 전통을 계승하여 새로운 근대화를 주도한다'라 하였으며, 강령으로 자유민주주의 이념, 자유경제체제, 농어민과 노동자의 중산계급화 등을 채택했다. 김종필 총재의 출신지인 충청남도와 충청북도에 강력한 지지기반을 가지고 있었다.
- 통일민주당(統一民主黨) : 신한민주당의 김영삼이 당시 당 총재 이민우의 개헌 구상에 반발하여 신한민주당을 탈당하고 1987년 5월 1일 창당하였다. 6월 항쟁을 주도하는 등 야당으로서의 역할을 다하였으나, 김대중과의 대통령 후보 단일화 실패로 김대중이 탈당하고 평화민주당을 창당하면서, 1987년 대통령 선거에서 패배하고 뒤이어 1988년 총선에서도 평화민주당에 밀려났다. 이러한 상황을 타개하고자 민주정의당, 신민주공화당과 합당하여 민주자유당으로 다시 출범하였다. 이때 합당에 반대한 잔류파는 따로이 민주당(이른바 꼬마민주당)을 결성하였다.

### 3당 합당과 보수의 재분열
- 민주자유당(民主自由黨) : 1990년 2월 9일 민주정의당의 노태우 대통령, 통일민주당의 김영삼 총재, 신민주공화당의 김종필 총재가 3당 합당을 선언하여 거대 여당으로 탄생하였다. 1992년 김영삼을 후보로 내세워 제14대 대통령 선거에서 재집권에 성공하였으나, 1995년 6월 27일 지방 선거에서 참패하고, 11월과 12월 노태우, 전두환 두 전직 대통령이 구속되면서, 신한국당으로 당 이름을 바꾸었다.
- 통일국민당(統一國民黨) : 현대그룹의 창업주인 정주영이 대통령 출마를 결심함에 따라 1992년 1월 창당준비위원회가 구성되었고, 같은 해 2월 김동길이 창당을 추진하던 새한당을 흡수하여 정식으로 창당되었다. 정주영의 대통령선거 낙선 후 현대그룹 계열사들이 세무조사를 받고 대통령선거법위반, 특정경제범죄가중처벌법위반 등의 혐의로 정주영에 대한 수사가 진행되자, 정주영은 1993년 2월 국회의원직을 사퇴하고 자신이 제공하였던 통일국민당 당사마저 폐쇄하였다.
- 새한국당(-韓國黨)

### 제14대 대선이후
- 신한국당 : 1995년 12월 6일, 3당 합당 체제에서 김종필의 공화계가 자유 민주 연합을 창당하고, 일부 민정계가 이탈한 상황에서 재야 세력을 영입하고 김영삼의 민주계를 중심으로 기존의 민주자유당의 당명을 변경함으로써 출범하였다. 그러나 15대 대통령 선거를 앞두고 열린 대통령 후보 경선에서 이회창을 중심으로 하는 주류와 반(反)이회창의 비주류가 대립하는 등 내분이 심하였고, 급기야 1997년 IMF 환란이라는 국가 위기로 인해 1997년 11월 21일 한나라당으로 당명을 바꾸었다.
- 자유민주연합 : 1995년 3월 30일에 창당되어 2006년 4월 7일까지 존재했던 대한민국의 보수정당이다. 민주자유당의 계파갈등으로 탈당한 공화계 인사들을 주축으로 창당했다. 김대중 정부 시절인 1998년부터 2001년까지는 공동 집권당이었다. 당론으로 의원내각제의 실현을 주장했다. 지역적으로 충청도에 지지기반을 두었다.
- 한나라당 : 2006년 2월 20일 자유민주연합과 합당하였다. 2007년 서울시장을 지낸 이명박과 당 대표를 지낸 박근혜의 경쟁 끝에 이명박이 대통령 선거 후보로 결정되고, 1997년 대선과 2002년 대선에서 낙선된 이회창은 ‘정통 보수’ 기치를 들고 한나라당을 탈당, 무소속으로 출마하였으나 이명박이 대통령에 당선되어 2008년 2월 25일에 대통령 자리에 올랐다. 공천파동으로 인해 박근혜계는 탈당하여 친박연대를 구성하였다.
- 국민신당 : 1997년 10월부터 1998년 9월까지 존속했던 대한민국의 보수정당이었다. 신한국당 대선후보 경선에서 석패한 이인제 당시 경기도지사의 주도로 이만섭 전 국회의장을 총재로, 이인제를 대통령 후보로 하여 1997년 10월 10일에 창당했으나, 15대 대선에서 이인제는 3위로 낙선했다. 1998년 지방선거에서 충청남도 논산시장을 당선시키기도 하였지만 2000년, 당시 전일순 논산시장이 선거법 위반 혐의로 당선이 무효로 되었다.[1] 그리고 국회의원 보궐선거에서도 1명의 당선자도 배출하지 못했다. 1998년 9월 28일, 이만섭 총재와 이인제 전 대통령후보를 비롯한 7명의 소속 국회의원은 새정치국민회의로, 충청남도 청양군 태생의 김학원 의원은 자유민주연합에 입당하면서 소멸되었다.

### 제17대 총선이후
- 국민중심당 : 2006년 충청도에 기반해 창당된 사실상 지역주의정당이다. 참여정부는 수도권 집중화를 막고 국가균형발전을 꾀하는 정책 하에 행정수도 이전 계획을 내놓았다. 한나라당은 이 정책에 반대하였는데, 한나라당의 정책에 반대하는 충청권 인사들과 심대평 충남지사 및 신국환 의원, 구 신민주공화당, 자유민주연합, 한나라당 입당파를 제외한 국민신당 계열 인사들이 제휴해 2006년 1월 17일에 창당하였다. 2008년 2월 12일에 자유선진당에 통합되어 소멸하였다.
- 미래희망연대 : 2007년 9월 28일 창당한 대한민국의 정당으로, 초기에는 대통령 선거 출마를 위한 선거용 정당이었으나, 한나라당 계파 간의 갈등으로 친(親) 박근혜 성향의 국회의원들이 다수 입당하면서 성장하였다. 창당 당시에는 참주인연합(-主人聯合)이었으나 미래한국당(未來韓國黨), 친박연대(親朴連帶) 등 수 차례의 개명을 하였다. 이후 2012년 2월 새누리당(당시 한나라당)과 합당했다.
- 자유선진당 : 제17대 대통령 선거에서 이명박 한나라당 후보의 당선 가능성에 논란이 일자, 일부 보수 세력은 정계 은퇴한 이회창을 대안으로 제시하게 된다. 무소속 후보로 대선에 출마한 이회창은 당선되지 못했으나, 여당이 될 한나라당을 견제할 정치 세력의 필요성을 역설하며 창당을 준비한다. 대선 과정 중 후보 단일화를 이뤄낸 국민중심당의 협조로 2008년 2월 1일 창당한다.  그 후, 이회창 총재와 심대평 대표의 갈등으로 심대평 대표는 탈당하고 이회창 총재는 총재직에서 대표직으로 자리를 바꾼다. 2012년 5월 29일부터 이인제의 주도 하에 선진통일당으로 당명을 개칭하였다.
- 국민중심연합 : 2010년 4월 1일에 심대평이 창당한 대한민국의 정당이다. 자유선진당의 심대평이 자유선진당의 이회창 당시 대표에 반발하면서 창당한 정당인 만큼 당명은 기존에 심대평이 창당하였던 국민중심당과 유사한 명칭을 사용하였다. 당사는 서울특별시 영등포구 여의동 동성빌딩 10층에 있었다. 2010년 6월 2일 실시된 지방 선거에서 공주 시장, 공주 시의원 등을 당선시키는 데 그쳐 사실상 심대평의 개인 정당으로 전락하고 만다. 결국, 독자적인 정치 세력을 형성하는데 실패하고 2011년 11월 15일 다시 자유선진당에 통합되었다.

### 2011년 재보선이후
- 선진통일당 : 2012년 4월 11일, 제19대 총선에서 충청남도에서 지역구 3석(논산·계룡·금산, 서산·태안, 아산), 비례대표 정당투표 득표율 3.2%로 비례대표 2석을 획득했다. 당은 총선결과를 패배로 보고, 지도부가 총선 패배의 책임을 지고 일괄 사퇴했다. 2012년 4월 16일 이인제 의원을 위원장으로 하는 비상대책위원회를 구성했다.[2] 2012년 5월 20일, 이회창 전 대표는 당명 개정 이전에 당을 떠난다고 선언, 당을 탈당한다고 밝혔다. 5월 29일, 제1차 전당대회를 통해 이인제 비상대책위원장을 대표로, 국민 공모를 통해 선정된 '선진통일당'으로 당명을 개정했다. 일부 언론에서 선진통일당 대표 선출 과정에서 이인제 후보측이 당선을 위해 부정을 저질렀다는 보도가 나왔다.[3]

2012년 8월 31일, 충남 아산을 지역구로 하는 이명수 의원과 세종특별자치시의 시장 유한식이 선진통일당을 탈당, 새누리당에 입당하였다. 2012년 10월 25일, 새누리당과의 합당을 선언하였다. 단, 합당을 의결했을 뿐 중앙선거관리위원회에 정식으로 신고하지는 않았다. 11월 16일, 새누리당에 흡수합당되어 소멸하였다. 약 한달간 합당이 지연되었는데, 일각에서는 이것이 정당 국고 보조금을 더 받으려는 것이라는 비판이 있었다.
- 새누리당 : 2011년 10.26 재보궐선거에서 패배하자 한나라당이 박근혜 비상대책위원장을 중심으로 재편되었다. 박근혜를 중심으로 재편된 지도부는 2012년 2월 13일 당명을 새누리당으로 바꾸었으며, 상징색을 파란색에서 빨간색으로 바꾸었다. 이로써 1997년 이후 15년간 존속해오던 한나라당은 역사 속으로 사라졌다. 그리고 이명박 정부의 여파로 지지율이 추락하는 등 2012년 총선거에서 패배가 예상되었으나 152석을 얻어 과반 의석 확보에 성공하여 승리하였다. 하지만 문대성 등 당선자 2명이 당에서 출당되었고 강창희 국회의장 선출로 출당되면서 과반이 붕괴되었다.

2012년 11월 선진통일당과 합당함으로써 2000년대 중반 이후 분열되었던 제도권 보수 정당들이 새누리당으로 모두 합당되었다. 이리하여 일단은 보수 정당들의 분열이 사실상 종식되었고, 그래서 2016년 말까지는 대한민국의 유일한 제도권 보수 정당이자 여당이 되었다. 당시 당대표는 김무성 의원, 원내대표는 이완구 의원인데 공교롭게도 2013년 4.24 재보궐선거를 통해 국회의원으로 선출되었던 인물이다.

### 박근혜 대통령 탄핵이후
- 자유한국당 : 박근혜-최순실 게이트 및 박근혜 대통령 탄핵 소추 이후 일부 비박계가 탈당한 뒤 2017년 2월 13일 당명을 바꾸었다. 2017년 5월 일부 비박계가 복당하였고, 이어 2018년 2월 9일 늘푸른한국당 내의 친이계가 복당하였다.
- 바른정당 : 2017년 1월 24일 새누리당 비박계 탈당파가 만든 정당이다. 2017년 5월 일부가 자유한국당으로 복당하였고, 2018년 2월 13일 국민의당과 합당하여 바른미래당이 되었다.
- 새누리당 : 박근혜-최순실 게이트에 반발한 박사모가 만든 정당이다. 19대 대선 이후 박사모와 조원진계의 갈등으로 원외정당이 되었다.
- 대한애국당 : 박사모와 박사모계 당원들의 당권 장악과 제명행위에 반발하여 조원진을 중심으로 한 친박 우파 세력이 창당한 정당이다.
- 늘푸른한국당 : 2017년 1월 11일 새누리당 내의 친이계가 창당한 정당이다. 2018년 2월 9일 자유한국당에 합당하였다.
- 바른미래당 : 2018년 2월 13일 국민의당과 바른정당이 합당하면서 창당하였다.

### 2020년 이후
- 친박신당 : 홍문종이 창당한 정당이다.
- 우리공화당 : 대한애국당은 2019년 우리공화당으로 당명을 변경했고, 2020년 군소 보수정당과 합쳐 자유공화당이 됐으나 갈등이 생겨 우리공화당으로 당명을 환원했다.
- 미래를향한전진4.0 : 바른미래당의 구 민주당, 국민의당 계파중 보수성향을 가진 사람이 창당한 정당이다. 이언주가 주도한 정당이다.
- 새로운보수당 : 바른미래당의 구 바른정당계가 창당한 정당이다.
- 국민의힘 : 자유한국당과 새로운보수당, 전진당이 합당한 정당이다. 그해 말 당명을 바꾸었다.
- 미래한국당 : 미래통합당의 비례정당이었으나 미래통합당으로 합당하였다.

## 역사

### 창당 배경
민주자유당은 1992년 거대 여당을 기반으로 김영삼이 당선했으며 집권초기 금융실명제, 공직자 재산등록, 자방자치제 전면실시 등 개혁적인 정책을 펴 국민의 지지를 받았으나 한보사태 등 경제비리와 차남의 정치개입 등으로 통치에 난맥상을 보였다. 게다가 1997년 말에는 외환위기를 극복하지 못하고 IMF 비상사태를 초래했다. 이에 1997년 대한민국 대통령 선거를 앞두고 신한국당의 대통령 후보가 된 이회창은 김영삼 대통령의 허수아비를 불태울 정도로 김영삼 정부와의 차별화 전략을 보였고, 11월 17일 DJP연합의 부당성과 3김의 정치구도를 지적하며 통합민주당 대통령 후보인 조순과 후보 통합을 하며, 합당 또한 합의에 이른다. 11월 19일 무한히 큰 나라와 모두가 하나되는 나라라는 뜻에서 당명을 ‘한나라당’으로 정하고 당 마크는 세계로 뻗어나가는 큰 한국의 힘과 대통합의 의미를 형상화한 것으로, 파란 바탕색은 자유민주주의를 의미하고, 가운데 흰 부분은 한반도의 웅비한다는 뜻으로 만들어졌다. 11월 21일 전당대회를 거쳐 정식으로 당 통합을 이루게 된다.

### 1997년 대선 실패와 야당의 시작

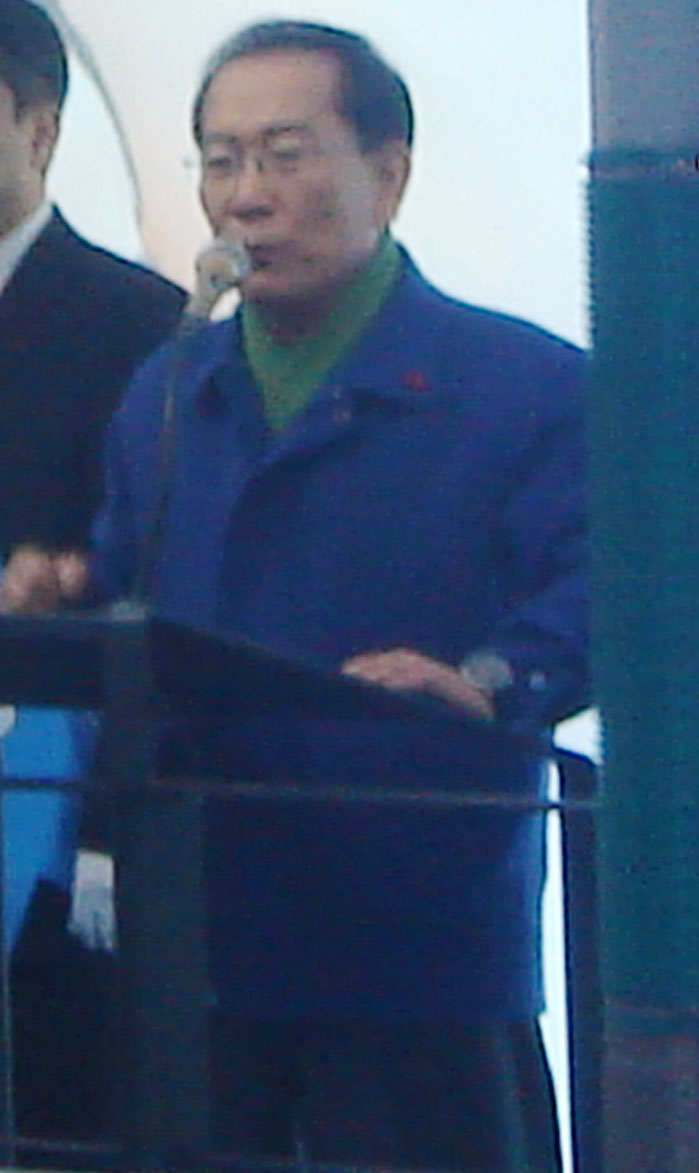
창당부터 국민의 정부 시절까지, 이회창은 한나라당에서 활동하였다.

이렇게 새로운 당이 창당되었지만 신한국당 대통령 후보로 확정된 뒤 4일 만에 불거진 ‘아들 병역면제 의혹’은 새정치 국민회의 대통령 후보 김대중에게 2주 만에 역전 될 정도로 엄청난 파괴력을 자랑했다. 게다가 신한국당 대통령 후보 경선에서 이인제 후보가 경선 결과에 승복하지 않고 탈당하여 국민신당을 만들어 대통령 후보로 출마한 사건  그리고 후보측이 국세청장, 차장과 공모하고 세금을 불법 갈취해 대선 자금으로 이용한 ‘세풍(稅風)’, 지지율을 높이기 위해 북한측에 휴전선 무력시위를 요청했다는 ‘총풍(銃風)’사건 등 일련의 사태는 한나라당으로서는 위기감이 팽배해질 수밖에 없었다.
그러나 ‘이인제 지지는 곧 김대중 당선’이라는 한나라당의 주장과 ‘이회창과 한나라당 IMF 책임설’,‘김대중 IMF 심화설’ 공방에
에 양자 대결 구도로 서서히 좁혀지면서 11월 24일의 5.8% 격차가 그 후 4.3%(12월 5일), 1.6%(12월 17일)로 줄어들었고 급기야 선거당일 출구조사에서는 소수점을 다투는 상황으로 전개되었으며 문화방송을 제외한 다른 신문사나 방송사는 예측조사를 내놓지조차 못했다.
개표 초반 경상북도 지방의 개표가 이루어지자 이회창의 독주였으며 3배 이상 따돌리며 선두를 질주했으나 8시부터 격차가 좁혀지더니, 불과 30분이 지나자 1%대의 격차가 되풀이됐다. 전라남도, 전라북도 지역의 집계가 시작되었을 때는 ‘0.1%’의 격차로 혼전을 거듭했으나 결국 ‘1.5%’ 40여만표라는 박빙의 차이로 패배하여 36년 만에 처음으로 집권 여당에서 물러났다.
20, 30대의 지지율의 차이 등 여러 패배 이유가 있었지만 아들의 병역 문제 등 여러 의혹이 불거지면서 ‘법적’대응만으로 문제를 해결하려 했지, ‘도덕적’인 여론의 심판에 적극적으로 대응하지 못해서 그동안 쌓아올린 이회창의‘대쪽’ 이미지가 순식간에 무너지면서 ‘불신’의 이미지를 심었다는 주장이 있다. 처음으로 패배한 대통령 선거인 만큼 ‘정신적 공황상태’가 많았지만 원내 1당이자 165석의 거대 야당을 지녔다는 자부심으로 별다른 내분과 인책론이 없이 야당 준비를 하게 된다.

### 1998년 야당시절의 시작
야당이 된 한나라당은 김대중 정부 출범 이후, 원내 과반수 의석을 보유한 거대정당이었다. 이러한 상황 속에서 김대중 대통령은 취임 전후로 야당에 대해 "나라를 살리는 데 초당적으로 협조해 달라"고 요청했으나, 한나라당은 김종필을 총리로 임명한 것은 DJ-JP간 밀실야합으로 이뤄진 내각제 개헌 추진을 위한 수순으로써 권력나눠먹기에 불과하다는 점, 그리고 김종필 본인에 대해서는 '정경 유착의 뿌리이자 정치생명연장을 위해 지역감정을 선동했던 전력이 있다'는 점을 이유로 들어 총리 인준동의안을 무산시켰다. 이로 인해 국정 공백이 우려되었으나 김종필이 일단 총리서리로 취임하여 정부 업무를 보면서 어느 정도 상황이 수습되었다.
하지만 이후로도 한나라당은 총리서리제가 위헌이라며 헌소를 제기하였고(이후 각하 판결이 내려진다.) 가뜩이나 최악인 국정상황은 검찰의 북풍 수사가 시작되면서 한나라당이 불순한 의도를 갖고 있다며 성토하자 더욱 꼬여만 갔다. 정부는 초기에는 정계개편에 대해 미온적인 시각을 보였으나 국민 다수가 정계 재편을 해서라도 정국 안정을 실현, 국난을 극복하라고 요구하고 있다고 밝히며 인위적인 정계개편을 통해 국정혼란을 수습하려는 일련의 움직임을 기획하게 된다.
우선 김대중 대통령이 대구경북 지역 의원 영입이라는 ‘지역연합’과 한나라당내 민주계 영입이라는 ‘민주대연합’ 두 가지 큰 틀을 제시하였는데, 한나라당내의 민주계 의원들은 김영삼계가 주류를 차지해서 김대중에 대한 감정이 좋지 않은 반면에 문민정부 시절 상당한 정치적 타격을 입었던 대구경북 지역 민정계 의원들은 전두환, 노태우 사면을 추진했던 김대중에 대한 감정이 비교적 좋은 편이었다.
그리하여 여권은 우선 박세직, 권정달 등의 대구경북 지역 민정계 의원들을 여권으로 영입하였고, 그외에 수도권과 충청권의 의원들도 국민회의나 자민련에 입당하였다. 그 결과 한나라당에서 공동 여당인 새정치국민회의와 자민련으로 옮겨간 의원은 40여 명에 달하였고, 한나라당은 원내 과반수 의석을 상실하였다. 이에 대해 한나라당 내부에서는 리더십에 문제가 있다는 지적이 나오기 시작했다.(참고로 한나라당에서 여당으로 옮겨간 소위 ‘정치철새’ 의원은 대부분 다음 선거에서 낙선하였다.)
한편, 1998년 6월 4일에 치러진 제2회 지방선거에서 국민회의와 자민련으로 대표되는 여권은 외환위기를 불러온 장본인인 한나라당을 심판하자는 주장을 폈고, 한나라당은 정권 초기 여러 실책을 지적하며 정부 및 여권을 견제하자는 주장을 폈다. 특히 한나라당은 정국 주도권을 놓치지 않기 위해 수도권 3개 지역의 광역단체장을 반드시 석권하고자 하였으나, 실제 개표 결과 부산·대구 등의 영남 지역과 강원 등의 6개 지역에서만 승리하고 수도권 3곳에서는 전패하는 결과가 초래되었다. 전부터 계속되던 지도부 책임론은 지방선거의 참패로 인해 터져나왔고 결국 조순 총재를 비롯한 지도부가 사퇴하였다.
한나라당은 대통령 후보였던 이회창을 8월 31일 총재로 선출하여 재기를 노렸으나, 곧이어 터진 세풍과 총풍 사건 은 한나라당에 시련이 되었다. 이회창 중심의 한나라당은 여권의 사정에 항의하기 위해 장외 집회를 개최하였다. 그러나 경제가 제대로 회복되지 않은 상황에서의 장외집회로 인한 국민 여론의 악화와, 이를 우려한 일부 의원들의 의견 제기로 이회창 총재는 조건없는 국회등원을 선언하였다.

### 1999년
1999년 초에 터진 옷로비 사건으로 인해 여권의 지지율이 급락하였고, 반면에 한나라당에는 기회가 되었다. 또한 내각제 개헌 여부를 놓고 공동여당인 국민회의와 자민련의 갈등이 서서히 표면화되면서 정국 주도권은 서서히 한나라당으로 넘어가고 있었다.

### 2000년
2000년 4월 13일 총선을 2개월 정도 앞둔 2월, 이회창 총재는 소위 ‘개혁 공천’이라는 명분으로 현역 의원 및 측근 상당수를 공천에서 탈락시키고 오세훈, 원희룡 등의 개혁 인사를 적극 등용한다. 그러나 공천 탈락자들의 거센 반발이 시작되었고, 결국 조순, 김윤환 등의 중진 인사가 탈당하여 민주국민당을 창당, 부산과 대구 등지에서 바람을 일으키게 되었다. 이로 인해 한때 한나라당은 영남 지역에서 의석을 잠식당할 위기에 처해 있었으나 “민국당 찍으면 DJ를 도와주는 격”이라는 논리를 내세워 결국 영남 지역에서 울산 동구(정몽준)를 제외한 모든 의석을 석권하게 되었다.
총선 결과 한나라당은 총 133석을 얻어 원내 제1당을 확보하는 데 성공하지만, 호남 지역에서는 단 한 석도 얻지 못한데다 서울을 비롯한 수도권 지역에서 새천년민주당에 패배하였다.
제 1당이 되었으나 수도권에 패배한다고 국민들이 신뢰를 안한다는 근거는 부재했다.

### 2002년
2002년 3월부터 시작한 ‘노풍’으로 인해 한때 노무현 후보와의 지지도 격차가 20~30%에 달했지만, 연이어 터진 대통령 아들 및 측근 비리로 인해 한나라당은 다시 한 번 기회를 얻게 된다. 특히 6월 13일 실시된 지방선거에서는 호남 지역 및 제주도, 충청남도를 제외한 11곳에서 승리하고, 9월 정몽준이 대선 출마를 선언하여 노무현의 표를 상당 부분 잠식해 나가자 사실상 대선에서 승리했다는 생각을 하였다. 하지만 아무도 예상치 못했던 노무현과 정몽준의 후보 단일화가 성공하여 노무현과 팽팽한 접전을 하게 되자 한나라당은 당혹스러워했으며, 이후 치열한 공방이 지속되었다. 대선을 하루 앞둔 12월 18일 정몽준이 노무현에 대한 지지를 철회하자 내심 기대했으나, 오히려 노무현 지지층이 결집하면서 2.3%차로 노무현에게 패하게 된다. 이로써 한나라당은 1997년에 이어 또 다시 대선에서 패해 야당 생활에서 벗어날 기회를 잃었으며, 이회창 역시 5년간의 절치부심이 단 하루 만에 물거품으로 돌아온 격이 되었다. 대선 다음날인 12월 20일 이회창은 정계 은퇴를 선언한다.

### 2004년
새천년민주당 및 자유민주연합과 함께 노무현 대통령의 탄핵안 가결을 주도하여 국민적 지지를 잃어 당의 존립 자체가 위협받았으나, 새로이 선출한 대표 박근혜의 필사적인 유세 그리고 열린우리당 정동영 당시 의장의 노인 폄하 발언 시비로 인해 영남권을 중심으로 지지도가 상승하였다. 그리하여 2004년 4월 15일 실시된 국회의원 선거에서 당초 목표인 개헌저지선(100석)을 훨씬 넘는 121석을 얻어 국회 제1 야당의 자리를 지켜냈다. 그러나 43년 동안 유지하고 있던 국회 제1당의 지위는 열린우리당에게 내줬다.

### 2006년
2006년 2월 20일에는 자유민주연합과의 통합을 선언했으며, 같은 해 5월 31일 치러진 지방선거에서 압승했다. 박근혜의 인기에 힘입어 재보선 41:0이라는 전무후무한 기록을 세웠다.

### 2007년
2007년 1월 31일 열린우리당의 일부 의원 탈당으로 인해 한나라당이 다시 국회 제1당이 되었다. 그러나 8월 18일, 열린우리당 탈당파와 시민사회세력이 주도하여 결성한 대통합민주신당이 열린우리당과 합당하면서 다시 국회 제1당의 자리를 내주었다.
8월 21일 이명박-박근혜 후보 간의 치열한 경선이 이명박의 신승으로 끝났다. 이명박은 박근혜에 1.5%차 신승을 거두며 한나라당 제17대 대통령 선거 후보로 선출되었고, 패배한 박근혜는 경선 결과에 승복하는 깨끗한 모습을 보여 국민의 호감을 받고 당내의 안정을 불러왔다.
12월 19일 제17대 대통령 선거 결과 지지율 고공 행진을 이어오던 한나라당 이명박 후보가 각종 의혹을 딛고 50%에 못미친 48.7%를 득표하며 제17대 대통령에 당선되었다. 정권 교체에 대한 열망이 이명박 후보에 대한 국민들의 지지로 나타나, 이명박은 대통령에 당선되었다. 역대 사상 최대 표차인 531만여 표차로 2위 정동영 후보에 22%차 압승을 거둔 한나라당은 1997년 대선에서 이회창이 김대중에게 1.5%차로 패배하며 야당이 된 이후 10년 만에 정권 교체를 이뤄내며 여당이 되었다.

### 2008년
2008년 2월 25일 이명박 당선자가 제17대 대통령에 취임하였다.
3월 24일 총선 공천을 두고 친 박근혜 성향의 의원들이 반발하여 한나라당을 탈당, 친박연대를 창당하였다. 박근혜 전 대표는 여러 차례 공천에 대한 불만을 표시했지만, 친박 연대에 합류하지는 않았다. 하지만 18대 총선에서 자신의 측근인 한나라당 후보들에게만 영상 편지를 보내고, 이외의 선거활동은 전혀 하지 않으면서 친박 의원들의 행보를 사실상 묵인했다.
4월 9일 제18대 총선에서 153석의 의석을 얻어 과반의석을 확보한 원내 제1당으로 발돋움하였다. 애초에 한나라당에서는 당을 탈당해 친박연대 및 친박 무소속 연대로 출마한 사람들의 복당을 허용하지 않기로 했지만, 결국 7월 10일에 일괄 복당을 허용하는 쪽으로 결정을 내렸다.
한편, 이명박의 대표적인 측근이었던 이재오와 이방호는 각각 창조한국당의 문국현, 민주노동당의 강기갑에게 패배해 국회의원이 되지 못했다. 통합민주당의 대표적 정치인인 손학규, 정동영과 대결했던 박진, 정몽준은 다시 한번 국회의원이 되는 데 성공했다. 진보신당 노회찬에게 여론조사 내내 뒤져있던 홍정욱 역시 여론조사를 뒤집고 국회의원에 당선되었다.
5월 31일 한나라당이 과반의석을 차지한 제18대 국회가 개원하였다.

#### 서울, 경기 지역에서의 압승
역대 총선에서 한나라당은 신한국당 시절의 15대 총선을 제외하고는 수도권에서 고전했었고 특히 지난 17대 총선 당시에도 수도권 99석 가운데 76석을 열린우리당에 내주면서 패배했지만 18대 총선에서는 수도권 111석 가운데 한나라당이 73석을 차지하며 압승, 전체 승패를 갈랐다. 특히 민주당의 전통적 강세 지역인 서울 도봉.노원.중랑.성북.강북 등 북부 벨트가 무너졌고 우세를 예상했던 마포 등에서도 한나라당이 승리했다. 이에 대해 강북지역에서 한나라당이 압승을 거둔 데는 무엇보다 이명박 대통령이 서울시장 재직시절 추진한 ‘강북 뉴타운’이 주효했다는 분석도 있다.

#### 충청 지역에서의 참패
제18대 총선 여론 조사에서 과반이 예상되던 한나라당은 충청 지역의 자유선진당 바람도 저지할 겸 해서 24석이 있는 충청 지역에서 많은 의석을 확보하기 위해 노력을 기울였지만 제천시·단양군의 송광호만 압도적인 지지를 얻어 당선되었을 뿐 나머지 23개 지역구는 모두 낙선해 제17대 총선에 이어 또 다시 충청 지역에서 1석밖에 얻지 못했다.
제17대 총선에서 충청 지역 24개 지역구 후보 중 유일하게 당선되었던 홍성군·예산군의 홍문표는 자유선진당의 총재 이회창과 격돌하여 크게 패배했으며, 박근혜의 지원에 힘입어 당선을 노리던 대전 중구의 강창희도 제17대 총선 라이벌이었던 자유선진당의 권선택에게 또 다시 패배했다. 제17대 총선에서 낙선 운동의 대상이 되었음에도 기적적으로 당선에 성공한 부여군·청양군의 김학원(17대 총선 당시 자유민주연합 소속)도 여론 조사 내내 자유선진당의 이진삼을 앞섰지만 결과는 적지 않은 표 차이의 패배였고, 보은군·옥천군·영동군의 심규철 역시 여론 조사에서 자유선진당의 이용희를 앞서다가 근소한 차이로 패배했다. 오히려 한나라당 소속으로 출마하려다 공천 탈락 후 자유선진당으로 당적을 옮겨 출마한 대전 서을의 이재선은 당선에 성공했다.

#### 전국정당화 실패
충청 지역(예산,충주,제천·단양 제외)과 더불어 제주특별자치도와 또 민주당의 텃밭인 호남지역에서도 한나라당 및 한나라당 계열의 인사는 한 명도 당선되지 못했다. 오히려 한나라당의 텃밭인 영남지역에서 통합민주당 2석(부산 사하을, 경남 김해을), 민주노동당 2석(경남 창원을, 사천) 등 총 4석을 내줬다.

### 18대 국회
친박연대 의원들과 무소속 친박 의원들은 차츰 한나라당에 복당했다. 미래희망연대로 바꾸고 지방선거에 불참했다. 최종 합당은 2012년에 이루어진다.

### 2012년
2011년 재보궐선거 사이버테러 사건의 여파로 새누리당으로 당명을 개정했다. 그리고 미래희망연대와의 합당도 이뤄졌고 상반기 19대 총선에서 승리했다.
총선 이후 대선 전 기간동안 선진통일당과 합당했다. 연말 18대 대선에서 승리해 재집권을 성사했다.

### 2016년
야당 분열 로 치러진 20대 총선에서 더불어민주당에 패해 1당을 내주었다. 그러나 비박계 복당으로 단독 1당을 회복한다.
하반기에 박근혜가 최순실의 꼭두각시 노릇을 했다는 박근혜-최순실 게이트가 터지면서 당내 갈등이 심화되었고 남경필 경기도지사와 김용태 의원이 박근혜 탄핵을 촉구하며 탈당한다. 12월 9일 박근혜 대통령 탄핵안이 가결된다. 12월 말에는 새누리당 의원들이 집단 탈당해 보수신당 창당 계획을 밝히며 교섭단체를 먼저 결성한다. 그래서 새누리당은 1당 지위를 잃었다.

### 2017년
새누리당 탈당파들은 바른정당을 창당했다. 또한 이와 별도로 새누리당 탈당파 중 친이계 중진 일부는 늘푸른한국당을 창당했다. 인명진 비대위원장이 새누리당 쇄신에 나서며 일부 친박 의원들에게 탈당을 권고했다. 자유한국당으로 당명을 바꾸자 박근혜 탄핵 반대 세력에서 새누리당을 재창당한다.
3월 10일 박근혜가 파면되어 자유한국당은 여당 지위를 잃었고, 4월에 새누리당 창당과 조원진 의원 입당이 끝나 원내에 3개의 보수정당이 존재하게 된다. 자유당은 홍준표, 바른당은 유승민, 새누리당은 조원진을 대선후보로 선출했다. 바른정당에서 내분이 생겨 14명의 의원이 자유한국당 복당을 신청하게 된다.
자유한국당에서는 이은재 의원의 복당은 논쟁없이 승인됐는데 나머지 13명과 친박 탈당권고자로서 탈당했다가 복당을 신청한 정갑윤의 복당을 홍준표 대선 후보의 당무우선권에 근거하여 승인했다. 대선에서 문재인이 대통령이 되었고, 자유한국당은 논란끝에 홍후보의 결정을 취소하지 않기로 결정했다. 대선후 새누리당에서 내분이 생겨 정광택과 정광용이 조원진을 지지하는 당원들을 제명하자 대한애국당이 창당되어 새누리당은 원외정당이 되고 대한애국당이 원내정당이 되었다.

### 2018년
바른정당은 국민의당과 합당하여 바른미래당이 되었다.

## 전임 주요 당직자
조순 시대의 집단지도체제
- 1998년 조순이 총재로 선출되고, 한나라당의 각 계파 수장인 김윤환(민정계), 이한동(민정계), 신상우(민주계), 김덕룡(민주계), 이기택(통합민주당)이 부총재로 선출되었다.

이회창 시대의 단일지도체제
- 2000년 전당대회에서 이회창이 총재로 선출되고, 최병렬, 박근혜, 강재섭, 이부영, 하순봉 등이 부총재로 선출되었다.

이회창 이후의 집단지도체제
- 2002년 전당대회에서 서청원이 대표로 선출되고, 강창희, 하순봉, 강재섭 등이 최고위원으로 선출되었다.
- 2004년 전당대회에서 박근혜가 대표로 선출되고, 원희룡, 김영선, 이강두, 이규택 등이 최고위원으로 선출되었다.
- 2006년 전당대회에서 강재섭이 대표로 선출되고, 이재오, 강창희, 전여옥, 정형근 등이 최고위원으로 선출되었다.
- 2007년 이재오, 강창희, 전여옥 최고위원이 사퇴하고, 2007년 전국위원회에서 전재희, 김무성 등이 최고위원으로 선출되었으나, 2008년 김무성이 탈당했으며, 2008년 전국위원회에서 정몽준, 김학원 등이 최고위원으로 선출되었다.
- 2008년 전당대회에서 박희태가 대표로 선출되고, 정몽준, 허태열, 공성진, 박순자가 최고위원으로 선출되었다.

## 같이 보기
- 미래통합당
- 미래한국당
- 우리공화당